# Menemerus formosus
Menemerus formosus är en spindelart som beskrevs av Wesolowska 1999. Menemerus formosus ingår i släktet Menemerus och familjen hoppspindlar. Inga underarter finns listade i Catalogue of Life.